# Quiabada
Quiabada é um prato típico do Nordeste do Brasil, especialmente da culinária da Bahia, consumida em todo estado e em outras partes do Brasil, feito de quiabo, carne bovina, calabresa, camarão seco e coentro. Geralmente é servido com molho de pimenta, farinha de mandioca e arroz.

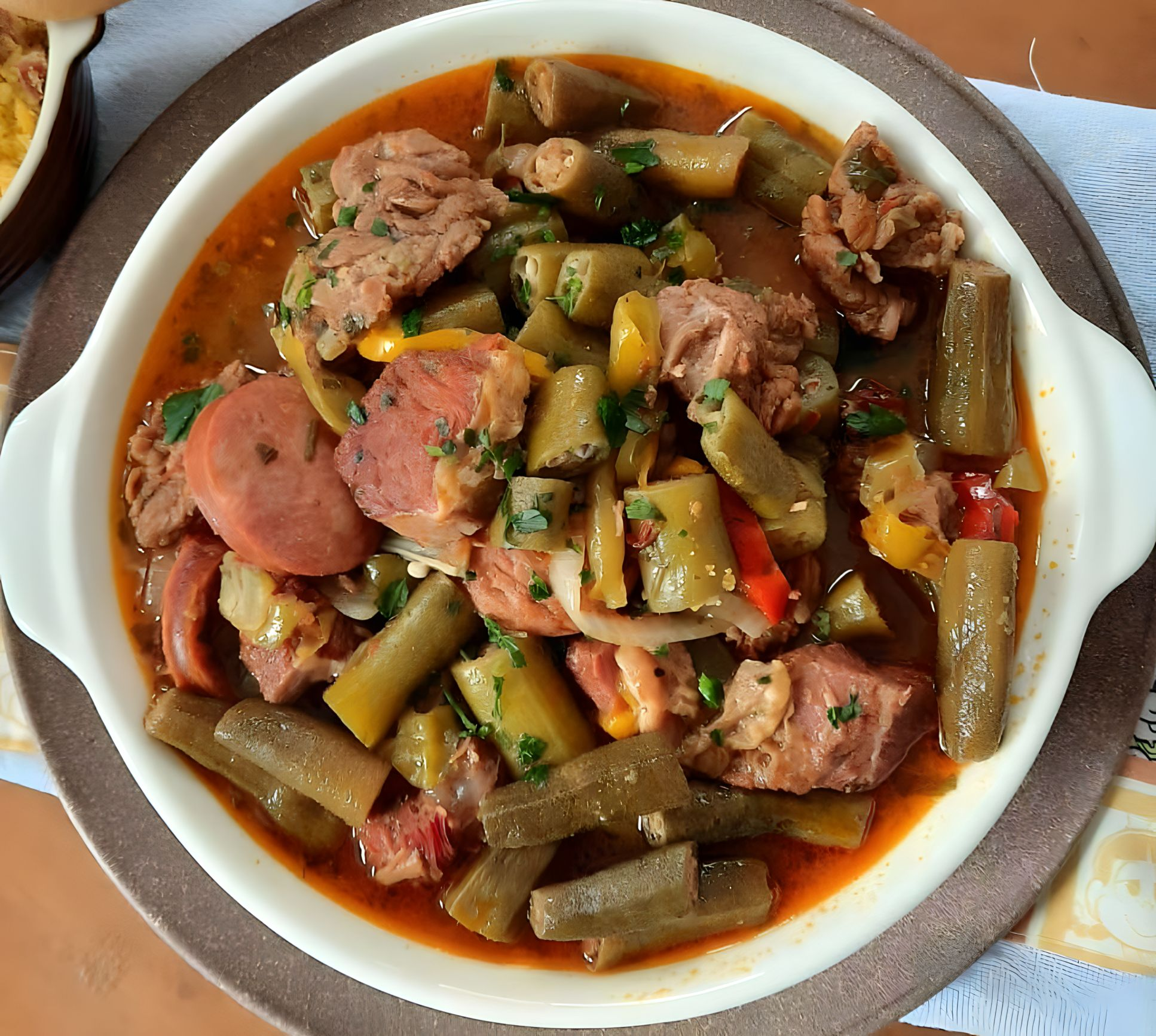
Quiabada.

A quiabada consiste num guisado de carne fresca, cebolas, ao qual se adiciona carne de sertão e por fim quiabos.
Existem duas formas de servir, com, a tradicional ou com camarão seco e azeite de dendê. Tradicionalmente a guarnição que acompanha é angu branco, feito com farinha de mandioca, apesar de que hoje encontramos servido com arroz branco. Na culinaria sertaneja da Bahia, a quiabada é preparada sem o uso do camarão.
Há que ressaltar que o quiabo, é de procedência africana, onde se chama quimbombó, de procedência também africana, a partir de “ki-ngombo” e suas variantes na Língua Bantu de Angola, pais que cultiva similaridades com a cozinha baiana.